# دالمینه
دالمینه (به ایتالیایی: Dalmine) یک شهرستان (کومونه) در ایتالیا است که در استان برگامو، ناحیه لمباردی واقع شده‌است.

## ویژگی‌ها
دالمینه ۱۱٫۶ کیلومترمربع مساحت و ۲۲٬۳۲۶ نفر جمعیت دارد و ۲۰۱ متر بالاتر از سطح دریا واقع شده‌است.